# Show Your Bones
Show Your Bones (с англ. — «Покажи свои кости») — второй студийный альбом группы Yeah Yeah Yeahs, вышедший 22 марта 2006 года на лейбле Interscope Records. В 2007 году альбом был номинирован на премию «Грэмми» за лучший альтернативный альбом.

## Предыстория
В начале 2005 года группа решила отказаться от всех песен, написанных к тому времени для альбома, и заново найти свой стиль. В своём интервью Карен О рассказывала: «Мы не хотим записывать Fever To Tell Часть 2. Основное давление заключается в необходимости найти себя заново. Мы пока не знаем, как это сделать, но, думаю, в наших интересах пробовать исследовать другие направления». Гитарист Ник Зиннер добавил: «Похоже, необходимый и очевидный шаг — не повторять то, что вы уже играли. За последние год или два меня разочаровали многие вторые альбомы групп, потому что они звучали как би-сайды с первого альбома».
В интервью журналу Billboard участники группы назвали время работы над Show Your Bones «по-настоящему тяжёлым периодом», а также сказали, что тогда они едва не распались. Кроме того, в декабре 2005 года продюсер Сэм Шпигель, известный как Squeak E. Clean, сообщил MTV News, что второй альбом группы будет концептуальной записью о кошке вокалистки группы Карен О и получит название Coco Beware, однако это оказалось неправдой.

## Запись
Участники группы сочиняли Show Your Bones в первой половине 2005 года в Лос-Анджелесе, а запись альбома проходила с июля по август того же года в принадлежавшей Дэйву Ситеку студии Stay Gold Studios в Уильямсберге, Нью-Йорк. Помимо Ситека, в записи Show Your Bones принял участие Squeak E. Clean — брат Спайка Джонза, который в то время состоял в отношениях с Карен О. Группа приложила значительные усилия, чтобы обновить свой подход к созданию музыки и уйти от концепции первого альбома. По словам Джима Аллена из Diffuser, в ходе работы над Show Your Bones группа превратила студийные сессии в часть творческого процесса, а не использовала студию только как место для записи аранжировок.
Карен О рассказывала: «Определённо, это было нелегко. В Fever To Tell мы сочиняли песни, а затем сразу играли их на сцене, и, получая обратную связь, действительно делали их всё лучше и лучше на глазах у людей. На этот раз всё было похоже на скороварку, полностью изолированную от какого-либо внешнего воздействия. Было очень страшно, но на самом деле и крайне полезно, потому что для нас это было чем-то новым». Певица так объясняла смысл названия альбома: «Show Your Bones — то, что происходит, когда вы суёте палец в патрон для лампочек».
Барабанщик Брайан Чейз говорил об альбоме: «Только через месяц или два после того, как мы закончили запись, я понял, что это за песни и откуда они взялись. Они были совершенно новыми даже для меня, когда мы их записывали. Было много мыслей, напряжения и эмоций, но мы вышли за пределы того, с чем мы привыкли работать и что сочиняли раньше».

## Отзывы критиков
| Совокупная оценка    | Совокупная оценка |
| Источник             | Оценка            |
| -------------------- | ----------------- |
| Metacritic           | 79/100            |
| Оценки критиков      |                   |
| Источник             | Оценка            |
| AllMusic             | [ 1 ]             |
| The A.V. Club        | B+                |
| Entertainment Weekly | A−                |
| The Guardian         | [ 14 ]            |
| Los Angeles Times    | [ 15 ]            |
| NME                  | 8/10              |
| Pitchfork            | 6.8/10            |
| PopMatters           | 9/10              |
| Rolling Stone        | [ 18 ]            |
| Stylus Magazine      | B+                |

Альбом получил преимущественно положительные отзывы критиков и музыкальных изданий. На Metacritic, собирающем отзывы известных музыкальных критиков, средняя оценка альбома составила 79 баллов из 100 на основе 35 отзывов.
Show Your Bones был хорошо принят большинством критиков. E! Online оценил альбом на A−, отметив, что группа заново нашла свой стиль, использовав в качестве исходной точки хит «Maps» из Fever to Tell. Обозреватель издания The Village Voice дал ему положительный отзыв и выразил мнение, что альбом «не стал Room on Fire группы. Отнюдь нет». Стив Эпплфорд из Los Angeles Times дал Show Your Bones три с половиной звезды из четырёх, назвав его «минималистичным роком с настоящими эмоциями и взрывным, эпическим размахом». Издание The A.V. Club оценило альбом на B+ и добавило: «Как и прежде, стремление группы основываться на человеческих эмоциях отличает её от других». Джон Доран из Playlouder дал Show Your Bones четыре звезды из пяти, охарактеризовав альбом так: «Если Fever To Tell был резким пост-панк-альбомом, то это их готическая пластинка». Обозреватель Alternative Press также оценил Show Your Bones на четыре звезды из пяти, назвав его одним из «тех вторых альбомов, которые вместо того, чтобы свидетельствовать о резком упадке, заставляют с нетерпением желать узнать, как будут звучать третий, четвёртый и пятый альбомы». Джон Мёрфи из musicOMH также дал записи четыре звезды из пяти и назвал его «звуком взрыва, который необратимо, неудержимо и заслуженно мчится к большому успеху». Журнал BBC Collective, в свою очередь, оценил Show Your Bones на четыре звезды из пяти и заявил лишь: «Ответ прост: он хорош».
В обзоре Yahoo! Music UK записи было дано семь звёзд из десяти, также она была названа «альбомом с изъянами, но, по крайней мере, достойным аплодисментов за придание замыслу группы гибкости». Журнал Under the Radar также оценил Show Your Bones в семь звёзд из десяти, охарактеризовав его как «немного переоценённый», но «тем не менее стоящий» альбом. Обозреватель Prefix Magazine также дал ему положительный отзыв и добавил: «он гораздо легче для восприятия, чем предшественник, однако в нём нет песни вроде „Maps“, которая могла бы служить точкой входа».
Другие отзывы были средними или смешанными: журнал Blender дал альбому три звезды из пяти и написал о группе: «В данном случае они старались получить что-то иное — и вышло не так хорошо, как то, что они оставили позади». Журнал Paste оценил альбом на шесть из десяти и добавил, что он «имеет более умеренное звучание [по сравнению с Fever To Tell]». В свою очередь, обозреватель Now дал Show Your Bones три звезды из пяти и сказал: «Пришло время оставить причудливость ради обретения мелодичности». Журнал Billboard дал альбому средний отзыв, отметив, что «большая часть материала… является более проникновенной и порой экспериментальной». Издание «Нью-Йорк таймс» также дало ему средний отзыв, отметив: «он не слишком откровенен, но показывает, что группа не совсем уверена, что делать дальше». Обозреватель The Guardian дал Show Your Bones две звезды из пяти и добавил: «хотя группа нашла несколько стоящих заимствования хуков, всё ещё пытается подняться выше уровня облегчённой версии готики в стиле White Stripes». Газета The Austin Chronicle также дала альбому две звезды из пяти, добавив: «Гламурный арт-панк, судорожные вспышки и непонятные крики исчезли. Теперь вместо этого простые мелодии, носовой вокал и знакомые песни, что заставляет задаться вопросом: Y Control?»

### Признание
В 2007 году на церемонии «Грэмми» Show Your Bones был номинирован на премию за лучший альтернативный альбом. Также в 2013 году альбом вошёл в список «500 величайших альбомов всех времён» по версии журнала NME. Этот же журнал включил его в топ-100 альбомов десятилетия.

## Продажи
За первую неделю после выпуска альбом был продан в количестве 56 000 экземпляров и занял 11-ю позицию в чарте Billboard 200 в США. В Великобритании к марту 2009 года было продано свыше 112 000 экземпляров. 22 июля 2013 года альбом получил «золотой» сертификат от Британской ассоциации звукозаписи (BPI).

## Список композиций
Все композиции были написаны Yeah Yeah Yeahs.
| №   | Название         | Длительность |
| --- | ---------------- | ------------ |
| 1.  | «Gold Lion»      | 3:07         |
| 2.  | «Way Out»        | 2:51         |
| 3.  | «Fancy»          | 4:24         |
| 4.  | «Phenomena»      | 4:10         |
| 5.  | «Honeybear»      | 2:25         |
| 6.  | «Cheated Hearts» | 3:58         |
| 7.  | «Dudley»         | 3:41         |
| 8.  | «Mysteries»      | 2:35         |
| 9.  | «The Sweets»     | 3:55         |
| 10. | «Warrior»        | 3:40         |
| 11. | «Turn Into»      | 4:05         |

| №   | Название  | Длительность |
| --- | --------- | ------------ |
| 12. | «Deja Vu» | 3:23         |

| №   | Название            | Длительность |
| --- | ------------------- | ------------ |
| 12. | «Deja Vu»           | 3:23         |
| 13. | «Gold Lion» (видео) |              |

## Участники записи
В создании альбома приняли участие:
Yeah Yeah Yeahs
- Yeah Yeah Yeahs — продюсирование;
- Брайан Чейз[англ.] — ударные, перкуссия, гитара;
- Карен О[англ.] — вокал, омникорд, фортепиано (все композиции), микширование (4, 10 и 11 композиции);
- Ник Зиннер[англ.] — гитара, микширование, клавишные.

Приглашённый персонал
- Squeak E. Clean[англ.] — звукоинженер, хлопки руками, продюсирование;
- Крис Коди — звукоинженер, хлопки руками;
- Джейми Дотерс — фотограф;
- Брук Гиллеспи — хлопки руками, помощник по студии;
- Джулиан Гросс — художественное руководство, обложка;
- Алан «Ринго» Лабинер — ассистент звукоинженера, хлопки руками;
- Роджер Лиан — секвенсор;
- Marshmellow — концепция;
- Money Mark[англ.] — клавишные (3, 4 композиции);
- Алан Молдер — микширование;
- Питер Наджера — ассистент звукоинженера;
- Крис Рейкстроу — ассистент звукоинженера;
- Эндрю Сейворс — ассистент звукоинженера;
- Дэйв Ситек[англ.] — дополнительное продюсирование (все композиции); семплер MPC (10 композиция);
- Хоуи Вайнберг[англ.] — мастеринг.

## Позиции в чартах и сертификация
| Чарт (2006)        | Высшая позиция |
| ------------------ | -------------- |
| Австралия          | 17             |
| Австрия            | 54             |
| Бельгия (Валлония) | 77             |
| Бельгия (Фландрия) | 43             |
| Бельгия (Фландрия) | 25             |
| Великобритания     | 7              |
| Германия           | 65             |
| Европа (общее)     | 23             |
| Ирландия           | 17             |
| Канада             | 9              |
| США                | 11             |
| Франция            | 96             |
| Япония             | 109            |

| Чарт (2006)    | Позиция |
| -------------- | ------- |
| Великобритания | 184     |

| Великобритания                                      | золотой | 100 000* |
| * данные о продажах основаны только на сертификации |         |          |

## Комментарии
1. ↑  В оригинале — «We’re not interested in making 'Fever To Tell Part 2'. The pressure is to re-invent ourselves. We don’t know how we’re going to do it yet but I think it’s in our best interests to try and explore other directions».
2. ↑  В оригинале — «It seems like a necessary step and the obvious thing to do is not repeat what you’ve played. I was disappointed by a lot of band’s second records recently over the past year or two because it sounded like B-sides from the first record».
3. ↑  В оригинале — «It was definitely a difficult thing. With ‘Fever To Tell’ we were writing songs and then immediately playing in front of audiences and getting feedback and really developing them in front of other people. This time it was like a pressure cooker, totally cut off from any sort of influence. It was very terrifying, but it was actually really rewarding because it was doing something different for us».
4. ↑  В оригинале — «It wasn’t until even a month or two after we finished recording that I understood what these songs were and where they came from. They were cutting edge and new, even for me as they were being recorded. There was a lot of thought, tension and emotion, but we’ve stretched our boundaries of what we were comfortable with and what we’ve done before».